# 恒述
張 彦瓊（ちょう げんけい、1950年3月11日 - ）は、台湾の尼僧であり、歌手・女優、実業家である。芸名は費 貞綾（ジェニー・フェイ）、法号は恒述、字は果演である。歌手・俳優の張菲、費玉清は弟である。

## 生涯

### 芸能活動
台北市立第一女子高級中学の初中部（中学部）に在学していたが、高中部（高校部）への推薦入学に2点差で不合格となった。私立金甌女子高級中学に進学したが、在学中の16歳のとき、映画のエキストラとして出演し、芸能界に入った。
17歳のとき、台北市の統一大飯店（ユニティホテル）の専属歌手オーディションに合格し、「ジェニー・フェイ」（Jenny Fei、
費貞綾）の芸名で専属歌手としてデビューした。「費」（フェイ）という名字は、イギリスの女優ヴィヴィアン・リー（中国語では費雯・麗）への憧れから付けたものである。それまで統一大飯店の「香檳庁」（シャンピン・ホール）で洋楽を歌っていた蘇芮が専属契約を更新しなかったため、費貞綾がその代わりに香檳庁で洋楽を歌い、その後チャイナドレスに着替えて、階下の「文華庁」（マンダリン・ホール）で中国の歌を歌った。その後、国賓大飯店（アンバサダーホテル）や華国大飯店（インペリアルホテル）などの台北市内の他のホテルでも公演を行った。
1970年、当時中国電視公司(CTV)の番組部長だった王世綱に見出され、CTVと出演契約を結んだ。1971年、海山唱片（海山レコード）と契約を結んだ。1972年に日本に渡り、「ジェニー・フェイ」の名前で芸能活動を始めた。『グッドバイ・ヨコハマ』など日本語の歌のレコードを5枚出し、日本で婚約もしたが、1975年、家族の事情で婚約を破棄し、台湾に戻った。1976年、弟の張菲と費玉清をCTVに紹介し、三姉弟はそろってCTV所属となった。1978年から1980年にかけて、東南アジア、ヨーロッパ、アメリカ合衆国の各国でコンサートツアーを行った。

### 出家
1981年に芸能界を引退して実業家に転身し、鳳翔建設の董事長、大園国際土地開発会社の副董事長、協通財務顧問管理会社の董事長兼総経理（ゼネラルマネジャー）などを務めた。1985年、仏教に改宗し、台北県汐止市の弥勒内院、三峡鎮の西蓮浄苑、仏光山普門寺、台南市の妙通寺、台北市内湖区の円覚寺を参拝した。1989年、釈宣化に帰依するためにアメリカに渡り、サンフランシスコの万仏聖城にある法界仏教大学修持学部で学んだ。
1991年9月6日、万仏聖城において釈宣化から受戒し、「恒述」の法号、「果演」の法名、「恒述法師」の称号を受けた。同年、母親の命により台湾に戻った。1994年、仏教を学ぶために中国本土に渡り、中華炎黄文化研究会の招聘研究員となった。1996年より屏東県に2年間滞在した。1998年、江西省にある道教天師道の寺院である嗣漢天師府を訪れ、張天師の62代目子孫である龔群の推薦により「太上盟威経籙」の勲章と道号「大慧」を授与された。
1999年、TVBSのインタビュー番組『恒述看橫豎人生』の司会を務め、出家後初のテレビ番組の出演となった。2000年、CTVのバラエティ番組『全能総芸通』のコーナー「恒述開講」の司会を務め、ポップソングのメロディーに乗せて仏典を歌った。2020年9月、記者会見を開き、芸能界への復帰を宣言した。
2002年、仏教の戒律や清規を厳格に遵守しない、仏教と道教を融合した人間的な修行法を提唱した。2004年、薬師如来の教えを広めるための薬師仏文教事業振興会を設立して自ら会長に就任した。2014年6月11日、恒述教育基金会を設立して会長に就任した。2021年2月22日、記者会見を開き、伝統的な中国の仏教から脱却した「自在禅宗」の開宗を発表した。